# La fiebre del oro (película de 1993)
La fiebre del oro (título original en catalán La febre d'or) es una película española dirigida por Gonzalo Herralde.

## Argumento
Gil Foix (Fernando Guillén) es un nuevo rico proveniente de familia pobre. Gana en poco tiempo mucho dinero invirtiendo en Bolsa de valores, aunque posteriormente lo pierde todo debido a la crisis financiera que asola Europa. La película está ambientada en la Barcelona entre 1880 y 1882.

## Comentarios
Basada en la novela de Narcís Oller La febre d'or, cuenta cómo
Barcelona vivió unos años dorados que culminaron con la Exposición Universal de 1888.